# Richard Wilhelm

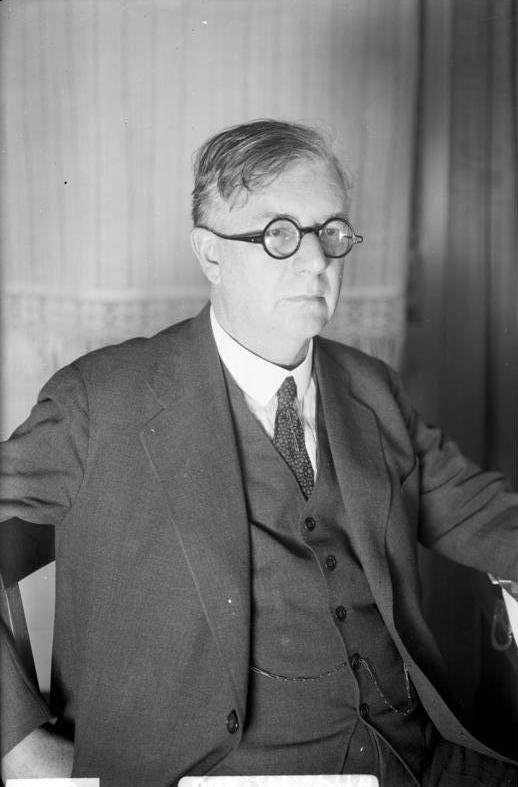
Richard Wilhelm

Richard Wilhelm (sinh ngày 10/05/1873 tại Tübingen – mất ngày 02/03/1930 tại Stuttgart) là nhà Hán học, thần học và nhà truyền giáo  người Đức. Ông sống tại Trung Quốc 25 năm, thông thạo nói và viết tiếng Trung và dần yêu quý ngưỡng mộ những người Trung Quốc. Ông được biết đến nhiều nhất nhờ những bản dịch vô song các tác phẩm triết học Trung Quốc sang tiếng Đức và sau đó đã được chuyển dịch sang các thứ ngôn ngữ phổ dụng khác, như tiếng Anh. Bản dịch cuốn Kinh Dịch của ông vẫn được xem là tốt nhất, cũng như bản dịch cuốn "Bí mật Hoa Vàng" (The Secret of the Golden Flower - Thường được biết đến với tên Hán Việt là Thái Ất Kim Hoa Tông Chỉ- 太乙金華宗旨; cả hai cuốn đều được nhà tâm lý học Thụy Sĩ Carl Jung – bạn thân của Wilhelm viết lời giới thiệu. Con trai của ông là Hellmut Wilhelm cũng là một nhà Hán học, là giáo sư về Trung Hoa học tại Đại Học Washington.
Việc gặp gỡ Richard Wilhelm tại Minh triết học đường [The School of Wisdom, do bá tước Hermann Keyserling thành lập để tập hợp những chuyên gia về triết học phương Đông cùng giảng dạy, học tập và trao đổi ở đó] từ những năm 1928 trở đi đã thành bước ngoặt lớn lao trong dòng tư tưởng và cuộc đời của C. Jung, đặc biệt là sau sự đổ vỡ mối quan hệ thân thiết với S. Freud từ năm 1913. Jung đã tìm thấy một bậc thầy lớn (mentor) - Richard Wilhelm đã dạy Jung rất nhiều thứ mới, và xác nhận cho Jung vững tin về những gì ông đã biết (như chính lời Jung viết trong lời dẫn cho bản dịch Kinh Dịch tiếng Anh của Cary F. Baynes, dịch lại bản Kinh Dịch tiếng Đức do R. Wilhelm dịch), từ đó giúp Jung tìm thấy một nguồn sống mới: minh triết phương Đông, đặc biệt là trong Phật giáo và Lão giáo.
Dù có không ít người phê bình bản dịch Kinh Dịch sang tiếng Đức của R. Wilhelm, nhưng ít nhất với Jung (và với người viết bài này) thì bản dịch đó rất quí giá. Nó giúp truyền tải được những ẩn nghĩa sâu xa của Kinh Dịch, và quan trọng hơn hết, nó giúp bắc nhịp cầu nối với tư tưởng phương Tây, tức là giúp tư tưởng triết học Tây phương thâm nhập được vào tư tưởng phương Đông, bằng việc tỉa ra những điểm tương đồng trong hệ qui chiếu tư duy và ứng dụng các khái niệm. Khi sang Thanh Đảo truyền đạo, R. Wilhelm đã có duyên gặp gỡ bậc đạo sư uyên bác là Lao Nãi Tuyên, từng làm quan, là một nhà Nho, nhưng khi về ẩn dật chuyên tu về Lão giáo và rất am tường Dịch Kinh. Hơn 10 năm học tập với Lao Nãi Tuyên, R. Wilhelm đã dịch Kinh Dịch sang tiếng Đức, sau đó đưa cho thầy duyệt, rồi lại dịch ngược lại từ tiếng Đức sang tiếng Trung để thầy duyệt lại lần nữa xem có đúng ý không, chỉ sau quá trình công phu đó ông mới bắt đầu yên tâm dịch lần cuối và cho ấn hành tại Đức. Với Jung, bản dịch của R. Wilhelm quí ở chỗ, nó đã giúp ông chiêm nghiệm sâu hơn và hiểu rõ hơn tính ứng dụng thực tế, nhất là ứng dụng trong lâm sàng để thăm dò vô thức, của những khơi gợi trong Kinh Dịch. Nó đã vượt qua tính lý thuyết suông và mơ hồ trong bản dịch của James Legge. Kinh Dịch là cơ sở tư duy giúp Jung vững tin hơn trong việc thăm dò và định hình một trong những khái niệm quan trọng và cũng tinh túy nhất của dòng Phân tâm trường phái Jung [Jungian analytical psychology]: synchronicity - Đồng hiện.
Tôi sẽ viết nhiều hơn về những khái niệm này trong các phần về Jung.